# Вище професійне училище № 75 (Олександрівка)
Ордена «Знак Пошани» вище професійне училище № 75 — державний професійно-технічний навчальний заклад ІІІ рівня атестації, що знаходиться в селі Олександрівка Покровського району Дніпропетровської області.
Заклад також має право на підготовку молодший спеціалістів.
В училищі:
- працює: 30 викладачів, 30 майстрів виробничого навчання тощо, зокрема, один Заслужений вчитель України;
- вчиться 582 учнів.

Навчальне господарство училища розміщується на 157 га. Мається актова зала на 180 місць, бібліотека з читальною залою, музей історії училища тощо.

## Історія

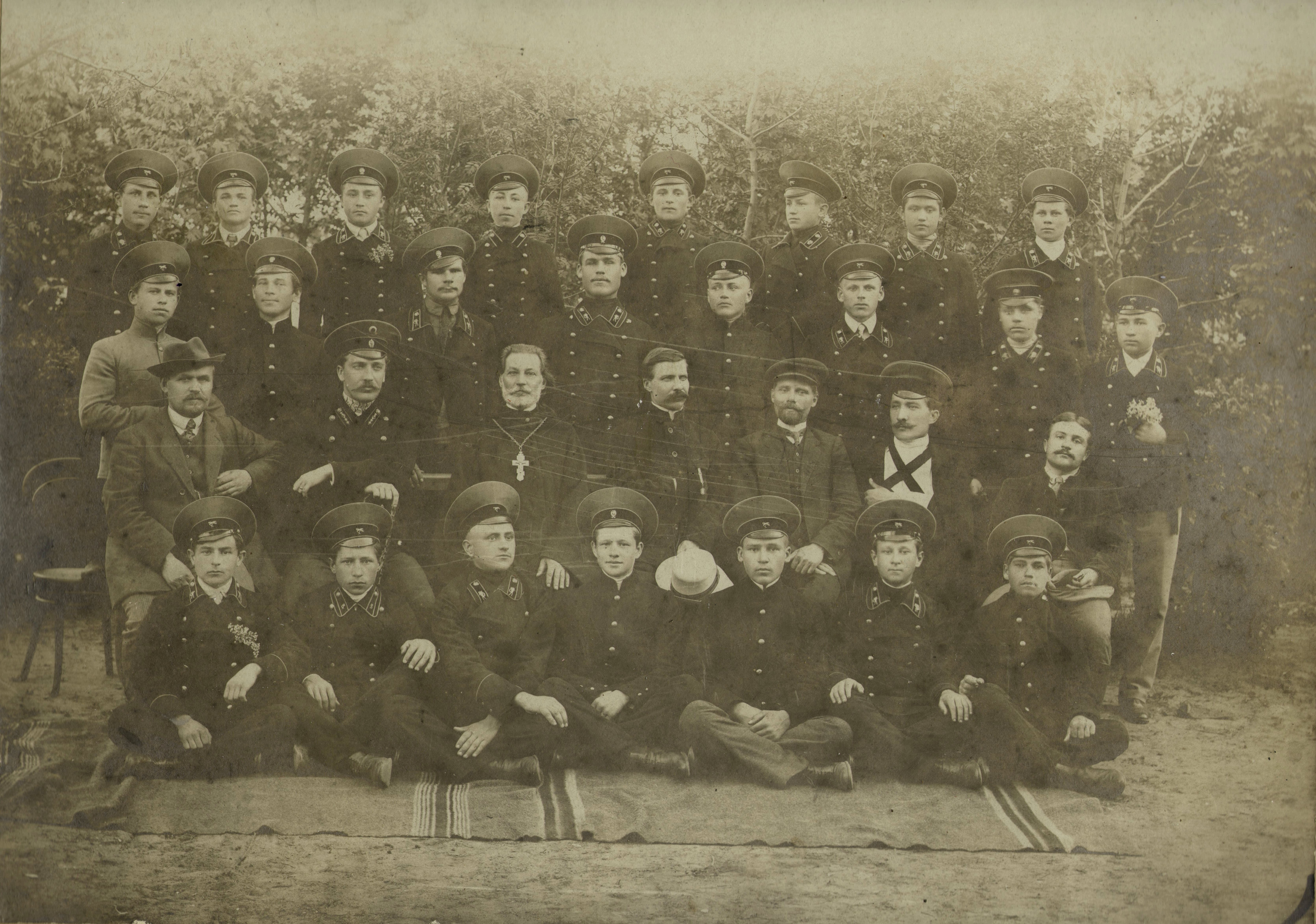
Учні Олександро-Гнєдінського професійного сільськогосподарського училища, 1914—1915 роки

Училище було засновано 1883 року як Гнєдінське ремісниче училище, що готувало ковалів і столярів на кошти відомого земського та громадського діяча Дмитра Гнєдіна.
1920 року училище стало Гнєдінською сільськогосподарською школою, що готувала ковалів, столярів і трактористів. З 1925 року — Олександрівсько-гнєдінська професійно-технічна школа, що готує вже трактористів, механізаторів, водіїв автомобіля, а з 1941 року — Покровська школа механізації сільського господарства, що готує трактористів, комбайнерів і водіїв автомобіля. З 1954 року школа стає Училищем механізації сільського господарства № 5 та готує комбайнерів самохідного комбайна та причіпного комбайна, водіїв автомобіля, слюсарів по ремонту с/г машин, електромонтерів. 1964 року перейменовано в Олександрівське сільське професійно-технічне училище № 5 та готує трактористів-машиністів широкого профілю, водіїв автомобіля, комбайнерів для роботи на самохідних комбайнах, слюсарів по ремонту с/г машин, електромонтерів сільської електрифікації зв'язку. З 1974 року — Середнє сільське профтехучилище № 5. 1983 року згідно з Указом Президії Верховної Ради СРСР "Про нагородження середнього сільського профтехучилища № 5 Дніпропетровської області орденом «Знак Пошани» училище «за досягнуті успіхи в підготовці і вихованні кваліфікованих робітників для народного господарства і в зв'язку з 100-річчям з дня заснування» відзначено орденом «Знак Пошани». 1984 року перейменовано в Середнє професійну училище № 75, а з 1990 року має теперішню назву.

## Спеціальності
Училище готує робочих за фахом:
- Водій автотранспортних засобів;
- Кухар;
- Обліковець з реєстрації бухгалтерських даних;
- Оператор комп'ютерного набору;
- Слюсар з ремонту сільськогосподарських машин та устаткування;
- Тракторист-машиніст сільськогосподарського виробництва, а також молодший спеціалістів за напрямом «Механізація та електрифікація сільського господарства»[1]:
- Електрифікація і автоматизація сільського господарства;
- Механізація сільського господарства.

## Випускники
- Рой Владислав Олександрович (1994—2019) — солдат Збройних сил України, учасник російсько-української війни.
- Ковтонюк Борис Мусійович (1948) — український журналіст, письменник, краєзнавець.